# St. Petersburg Open
A St. Petersburg Open minden év szeptemberében megrendezett tenisztorna férfiak számára Szentpéterváron.
Az ATP 250 Series tornák közé tartozik, összdíjazása 1 000 000 dollár. A versenyen 32 versenyző vehet részt.
A mérkőzéseket fedett pályán, kemény borításon játsszák 1995 óta.

## Döntők

### Egyéni
| Év   | Győztes               | Ellenfél a döntőben    | Eredmény a döntőben |
| ---- | --------------------- | ---------------------- | ------------------- |
| 1995 | Jevgenyij Kafelnyikov | Guillaume Raoux        | 6–2, 6–2            |
| 1996 | Magnus Gustafsson     | Jevgenyij Kafelnyikov  | 6–2, 7–6(4)         |
| 1997 | Thomas Johansson      | Renzo Furlan           | 6–3, 6–4            |
| 1998 | Richard Krajicek      | Marc Rosset            | 6–4, 7–6(5)         |
| 1999 | Marc Rosset           | David Prinosil         | 6–3, 6–4            |
| 2000 | Marat Szafin          | Dominik Hrbatý         | 2–6, 6–4, 6–4       |
| 2001 | Marat Szafin          | Rainer Schüttler       | 3–6, 6–3, 6–3       |
| 2002 | Sébastien Grosjean    | Mihail Juzsnij         | 7–5, 6–4            |
| 2003 | Gustavo Kuerten       | Sargis Sargsian        | 6–4, 6–3            |
| 2004 | Mihail Juzsnij        | Karol Beck             | 6–2, 6–2            |
| 2005 | Thomas Johansson      | Nicolas Kiefer         | 6–4, 6–2            |
| 2006 | Mario Ančić           | Thomas Johansson       | 7–5, 7–6            |
| 2007 | Andy Murray           | Fernando Verdasco      | 6–2, 6–3            |
| 2008 | Andy Murray           | Andrej Golubev         | 6–1, 6–1            |
| 2009 | Szerhij Sztahovszkij  | Horacio Zeballos       | 2–6, 7–6(8), 7–6(7) |
| 2010 | Mihail Kukuskin       | Mihail Juzsnij         | 6–3, 7–6(2)         |
| 2011 | Marin Čilić           | Janko Tipsarević       | 6–3, 3–6, 6–2       |
| 2012 | Martin Kližan         | Fabio Fognini          | 6–2, 6–3            |
| 2013 | Ernests Gulbis        | Guillermo García López | 3–6, 6–4, 6–0       |
| 2014 | elmaradt              | elmaradt               | elmaradt            |
| 2015 | Miloš Raonić          | João Sousa             | 6–3, 3–6, 6–3       |
| 2016 | Alexander Zverev      | Stanislas Wawrinka     | 6–2, 3–6, 7–5       |
| 2017 | Damir Džumhur         | Fabio Fognini          | 3–6, 6–4, 6–2       |

### Páros
| Év   | Győztesek                                | Ellenfelek a döntőben               | Eredmény a döntőben |
| ---- | ---------------------------------------- | ----------------------------------- | ------------------- |
| 1995 | Martin Damm Anders Järryd                | Jakob Hlasek Jevgenyij Kafelnyikov  | 6–4, 6–2            |
| 1996 | Jevgenyij Kafelnyikov Andrej Olhovszkij  | Nicklas Kulti Peter Nyborg          | 6–3, 6–4            |
| 1997 | Andrei Olhovszkij Brett Steven           | David Prinosil Daniel Vacek         | 6–4, 6–3            |
| 1998 | Nicklas Kulti Mikael Tillström           | Marius Barnard Brent Haygarth       | 3–6, 6–3, 7–6       |
| 1999 | Jeff Tarango Daniel Vacek                | Menno Oosting Andrei Pavel          | 3–6, 6–3, 7–5       |
| 2000 | Daniel Nestor Kevin Ullyett              | Thomas Simada Myles Wakefield       | 7–6(5), 7–5         |
| 2001 | Gyenyisz Golovanov Jevgenyij Kafelnyikov | Irakli Labadze Marat Szafin         | 7–5, 6–4            |
| 2002 | David Adams Jared Palmer                 | Irakli Labadze Marat Szafin         | 7–6(8), 6–3         |
| 2003 | Julian Knowle Nenad Zimonjić             | Michael Kohlmann Rainer Schüttler   | 7–6(1), 6–3         |
| 2004 | Arnaud Clément Michaël Llodra            | Dominik Hrbatý Jaroslav Levinský    | 6–3, 6–2            |
| 2005 | Julian Knowle Jürgen Melzer              | Jonas Björkman Makszim Mirni        | 4–6, 7–5, 7–5       |
| 2006 | Simon Aspelin Todd Perry                 | Julian Knowle Jürgen Melzer         | 6–1, 7–6(3)         |
| 2007 | Daniel Nestor Nenad Zimonjić             | Jürgen Melzer Todd Perry            | 6–1, 7–6(3)         |
| 2008 | Travis Parrott Filip Polasek             | Rohan Bopanna Makszim Mirni         | 3–6, 7–6(4), [10–8] |
| 2009 | Colin Fleming Ken Skupski                | Jérémy Chardy Richard Gasquet       | 2–6, 7–5, [10–4]    |
| 2010 | Daniele Bracciali Potito Starace         | Rohan Bopanna Iszámul-Hak Kuraisi   | 7–6(6), 7–6(5)      |
| 2011 | Colin Fleming Ross Hutchins              | Mihail Jelgin Alekszandr Kudrjavcev | 6–3, 6–7(5), [10–8] |
| 2012 | Rajeev Ram Nenad Zimonjić                | Lukas Lacko Igor Zelenay            | 6–2, 4–6, [10–6]    |
| 2013 | David Marrero Fernando Verdasco          | Dominic Inglot Gyenisz Isztomin     | 7–6(6), 6–3         |
| 2014 | elmaradt                                 | elmaradt                            | elmaradt            |
| 2015 | Treat Conrad Huey Henri Kontinen         | Julian Knowle Alexander Peya        | 7–5, 6–3            |
| 2016 | Dominic Inglot Henri Kontinen            | Andre Begemann Lijendar Pedzs       | 4–6, 6–3, [12–10]   |
| 2017 | Roman Jebavý Matwe Middelkoop            | Julio Peralta Horacio Zeballos      | 6–4, 6–4            |